# ファンタシースターII 還らざる時の終わりに
『ファンタシースターII 還らざる時の終わりに』（ファンタシースターツー かえらざるときのおわりに）は、1989年3月21日に日本のセガから発売されたメガドライブ用ロールプレイングゲーム。

## 概要
ファンタシースターシリーズの初期4部作（詳細は当該項目先を参照）において、第2作目にあたる。
元々は前作『ファンタシースター』（1987年　セガ・マークIII/マスターシステム用ソフト・以下『PS1』）のスタッフであった青木千恵子の温めていたシナリオ設定を元に、PS1同様にマークIII用ゲームとして企画が進められていた。その後、セガは新しい家庭用ゲーム機としてメガドライブをリリースしたので本作もそれにあわせてMD初期の目玉ソフトとして発売された。なお、本作はMDを普及させるという重要な役割を担わされ、発売日については絶対死守が命ぜられていた。そのため、ハードウェアを変更するという大きな出来事があったのにもかかわらず、変更決定から企画の練り直しやデバッグも含め、わずか半年間というハードスケジュールで制作が行われた。
本作はメガドライブRPG群の中でも初期4部作中でも、かなり難易度が高い部類に属している。その理由としては広大なダンジョン、レベル上げに必要な経験値の多さ、骨の折れるイベント（多くのダミーから本物のマルエラリーブを探す　など）が挙げられる。当時のプレイヤーは、これら多くの障壁に屈し、挫折に追い込まれたとされる。
初期4部作の完結後もファンタシースターシリーズは形を変えて現在まで続いている事もあり、本作も後年に誕生したゲーム機や各種デジタルデバイスに様々な形でリリースされている（詳細は#他機種版の節を参照）。

## ゲーム内容

### システム
戦闘形態
敵はフィールド上で見える状態になくイベント以外では確率で敵と遭遇する。エンカウント率は当時のゲームとしてもやや高め。また、戦闘から退避できる確率はやや低かった。
戦闘形式はターン制、指示は攻撃・テクニック・アイテム・防御または撤退がある。敵の最大同時出現種は2種類。攻撃対象は種までしか選択できず、単体攻撃でも任意の個体を対象にすることができない。
パーティー
パーティーは最大4人、主人公とネイは固定だが残り2人は6人のうちから自由に選ぶことができる。ネイ以外のパーティーは、新しい街に入るごとに、パセオにあるユーシスの家を訪ねて参加する。なお、途中ネイが完全離脱するためそれ以降は3人自由に選ぶことができる。また、主人公は名前の設定が可能。他のパーティーメンバーもネイとシルカ以外はニックネームをつけることができる。
蘇生
このゲームでヒットポイントが0になることは死亡を意味する。死亡したメンバーは町のクローンラボという店でクローンとして蘇生する。
ポーズの存在
このゲームではアクション要素のないロールプレイングゲームとしては珍しく、スタートボタンでポーズ（一時停止）にすることができる。また、ポーズでBボタンを押すとスローモーション、Cボタンを押すとコマ送りになるという機能が備わっている。

### アルゴル太陽系の星々
パルマ星
アルゴル太陽系第一惑星。政治経済の中心地。パルマ人は見た目が地球人とそっくりである。前作では物語の中心となった惑星だが、物語中盤で人工衛星ガイラが衝突し、爆発消滅してしまう。この時に脱出できたパルマ人たちの子孫たちの物語が『時の継承者 ファンタシースターIII』となる。
モタビア星
アルゴル太陽系第二惑星。かつては砂漠に覆われていたがマザーブレインによって緑豊かな土地に変わり食料の供給地となっている。この惑星に住んでいる人の大半はパルマから入植してきたパルマ人だが、モタビアンという全身紺色の毛で覆われた原住民も住んでいる。彼らはゴミ好きで、ゴミから船を造ってしまうところを見ると技術力は高いと推測される。物語の中盤まではここを中心に活動することになる。
デゾリス星
アルゴル太陽系第三惑星。数年前までは鉱業が盛んだったが坑内事故でさびれ、いまではパルマ人はほとんどおらず、町にはデゾリスの原住民デゾリアンが住んでいる。デゾリアンの特徴は緑色の肌。パルマ人とは言語体系が違っていてある装備がないとまともに話すことができない。物語の後半はこの星で展開される。

### 日本国外版
日本国外では英語版（北米・欧州向け）および、ポルトガル語版（ブラジル向け。Tectoy製品）が発売された。
国内版との主な違いは以下の通りである。
キャラクター名の変更
海外版では、キャラクター名が以下の通り変更されている。
- ユーシス (Eusis) - 海外版ではRolf.
- ネイ (Nei) - 変更なし
- ルドガー・シュタイナー (Rudger Steiner) - 海外版ではRudolf "Rudo" Steiner.
- アンヌ・サガ (Anne Saga) - 海外版ではAmy Sage.
- ヒューイ・リーン (Huey Reane) - 海外版ではHugh Thompson.
- アーミア・アミルスキー (Amia Amirski) - 海外版ではAnna Zirski.
- カインズ・ジ・アン (Kinds Ji An) - 海外版ではJosh Kain.
- シルカ・レビニア (Shilka Levinia) - 海外版ではShir Gold.

海外版でファーストネームが4文字以内になっているのは、ステータスウィンドウでのキャラクター名の表示エリアが4文字分しかないための制約である。この制約は海外版のシリーズ4部作で共通している。
音源ドライバの変更
海外版では音源ドライバの違いにより、BGMが国内版とニュアンスの違うものになっている（海外版の方が若干おとなしめになっている）。そのため『ファンタシースター ファーストシリーズ・コンプリートアルバム』では、国内版と海外版両方のBGMが収録された。
ガイドブックの添付
海外版では通常の取扱説明書の他に、110ページのガイドブックがあらかじめ添付されている。内容は徳間書店発行の攻略本の上下巻をまとめたものである。
上記の他、非公式版（ROMハック版）で、ドイツ語版、フランス語版、スペイン語版、ロシア語が版存在する。いずれも英語版をベースとしている。

## ストーリー
前作『ファンタシースター』から千年後の世界、アルゴル太陽系はマザーブレインと呼ばれる巨大コンピュータによる管理で人々は豊かな生活を送っている。物語は惑星モタビアおよびデゾリスで展開され、惑星パルマに行くことはない。
本作品は大まかに3つのパートに分けられる。序盤は、政府のエージェントである主人公がバイオモンスター発生の原因を探ることが目的である。中盤以降は悲壮感漂うシナリオ展開を見せるようになる。

## 登場人物

### パーティーメンバー
仲間にしたキャラの詳しい設定は主人公の自宅で見られる。
主人公（ユーシス）
モタビア州政府のエージェント。勤務歴約2年。AW1263年9月17日生まれ。10歳のときに宇宙船の事故により両親を亡くすが彼は奇跡的に助かる。原理が解明されていないグランツ系とメギドというテクニックが使える。ソード（剣）を扱うことが出来る。
ネイ
バイオモンスターと人間の細胞を掛け合わせて生まれた、とがった耳にレオタードが特徴の少女。AW1283年8月30日生まれ。行く先々で迫害され、7ヶ月前に殺されかけていたところを主人公に助けられる。
しかし、物語中盤で自分の分身（厳密に言うとオリジナルであり本体）であるネイ・ファーストの戦いで死んでしまう。人ではない人（その後のシリーズでニューマンと呼ばれる存在）のため成長は早い。武器はクロー（鉤爪）が扱える。
ネイという名前は「○○にして○○にあらず」という意味を含んでいる。
典型的なネコ耳美少女キャラで、アニメ系ユーザへのサービスキャラでもある。また、後のシリーズ作品では「ネイ」を冠するアイテムも多数登場した。
ネイは後の『PSO』のハニュエールに繋がるキャラとして知られる。
ルドガー・シュタイナー
元軍人のハンター。AW1249年7月1日生まれ。バイオモンスターに妻と娘を殺されハンターになる。テクニックは一切使えないが高いHPと防御力を持ち、大型銃の扱いにも長けている。
モデルは映画『ブレードランナー』のレプリカント役の俳優のルトガー・ハウアー。
アンヌ・サガ
新人医者の女性。AW1261年4月26日生まれ。回復系のテクニックを得意とする。肉弾戦には向かない。武器はメス、薬品を発射する銃などが扱える。
モデルは『母を訪ねて三千里』のフィオリーナ・ペッピーノ。「清楚な癒やし系の女性がいい」という保守派ユーザへのサービスキャラでもある。
ヒューイ・リーン
モタビア大学の生物学者。AW1264年6月14日生まれ。弱い動物や植物がバイオモンスターに殺されることに心を痛め仲間になる。バイオモンスターに有効なテクニックを覚える。
アーミア・アミルスキー
女性のカウンターハンター。出生時不明。カウンターハンターとは悪質なハンターを狩るハンターのこと。スライサー（刃物つきブーメラン）やムチを扱うことができる。
モデルは女優のナスターシャ・キンスキー。「年上のしっかりした女性がいい」という高年層ユーザへのサービスキャラでもある。
カインズ・ジ・アン
ジャンク屋。AW1263年12月9日生まれ。エンジニアを目指していたが、触る機械がことごとく破壊されたためジャンク屋になった。機械に有効なテクニックを覚える。
メガドライブ版の説明書によれば、不良学生で学校をさぼって機械いじりをしていたという設定。
シルカ・レビニア
泥棒。AW1263年4月1日生まれ。富豪の一人娘だが盗み癖がついてしまった。彼女を連れて店などに入ると知らない間にいなくなってしまうことがある。そのあと彼女の所持品を調べると盗品が見つかる。通常では手に入らないレアアイテムを盗んでくることがある。

### その他登場人物
モタビアの総督
主人公の上司。モタビアのマザーブレインの管理を任されているが、異常事態に気付き主人公に調査を依頼する。主人公を高く評価しており、協力してくれることも多い。リメイク版ではオコーナーという名前になっている。
主人公のともだち
モタビア政府に勤務しており、友達のよしみで荷物を預かってくれる。「く」の字を90°曲げた口が特徴。ゲーム中では名前はない。
モタビア政府司書
眼鏡をかけた知的な外見の女性で、ストーリー上わかっておくとゲームが進め易かったり、ストーリーを理解しやすかったりする事柄について教えてくれる。総督同様、イベントでの登場もある。リメイク版ではアディーナという名前になっている。
ダラム
7ヶ月前ネイを殺そうとした張本人。北の橋で強盗をしている。
しかし、それは娘ティムが悪党に拉致され身代金を要求されていて、娘を助けたいがために行っていた。結局、誤って娘を殺してしまったことを嘆きダイナマイトで自殺する。
ティム
ダラムの娘。
悪党に拉致されニドの塔に監禁されていた。主人公によって救出されたとき、ダラムに殺された被害者遺族など、ダラムを恨む人間の目を避けるためフードを被せられる。しかし、ダラムの前では主人公たちを遠くで待たせて、そのフードを被ったまま意図的に父に殺されに行く。
ネイ=ファースト
ネイのオリジナル体。人と動物の遺伝子を掛け合わせて生まれたバイオモンスター。
失敗作だと殺されそうになったことから人を激しく憎み、バイオモンスターを量産していた。ネイはネイファーストの善の心がオリジナルから分裂した存在であり、そのためネイファーストの死はネイの死を意味する。
アーミーアイ
パルマ政府の警察ロボット。
アメダス暴走の容疑で指名手配された主人公らを拘束するためにやってきた。防御力が非常に高く、HPも最終ボス並で、数ターンで拘束イベントが発生するため、通常手段で倒すことは不可能。また、万一倒してしまうと物語が先に進まない。
タイラー
パルマ出身。マザーブレインに管理されている日常に嫌気がさし、パルマを抜け出して宇宙海賊となる。宇宙船ガイラのパルマへの衝突時に主人公達を救出する。ファンタシースター一作目のタイロンの子孫。このタイラーの乗っていたランディール号は『千年紀の終わりに』で再登場することとなる。
ルツ
コールドスリープで約千年前から眠りについていた。物語の後半の進路を導く重要人物。前作ファンタシースターで、主人公のアリサの仲間として戦った超能力者。
ダークファルス
前作のラスボス。パンドラの箱に封印されている。
マザーブレイン
アルゴル太陽系を管理する巨大なコンピュータ。アルゴル太陽系に繁栄をもたらした。だが、それと同時にアルゴル太陽系を大きな災いをもたらした黒幕でもある。そしてそのマザーブレインを創りしものは倒した後に明らかとなる。

## 他機種版
| No. | タイトル                                                                  | 発売日                                           | 対応機種                                           | 開発元                           | 発売元                         | メディア | 型式                                                                           | 備考                                                            |
| --- | ------------------------------------------------------------------------- | ------------------------------------------------ | -------------------------------------------------- | -------------------------------- | ------------------------------ | --- | ------------------------------------------------------------------------------ | --------------------------------------------------------------- |
| 1   | ファンタシースターコレクション                                            | 1998年4月2日                                     | セガサターン                                       | セガ                             | セガ                           | CD-ROM | GS-9186                                                                        |                                                                 |
| 2   | Phantasy Star Collection                                                  | 2002年11月26日 2003年                            | ゲームボーイアドバンス                             | Digital Eclipse オーバーワークス | THQ インフォグラム             | 8メガビットロムカセット                                                                                                  | AGB-P-AYCE AGB-P-AYCP                                                          |                                                                 |
| 3   | セガエイジス2500シリーズ Vol.17 ファンタシースター generation:2           | 2005年3月24日                                    | PlayStation 2                                      | Jam(日本アートメディア)          | 株式会社スリーディー・エイジス | CD-ROM | SLPM-62553                                                                     | リメイク版+メガドライブ版の移植                                 |
| 4   | ファンタシースターII 還らざる時の終わりに                                 | 2008年1月29日 2008年2月18日 2008年2月15日        | Wii                                                | セガ第7AM研究開発部              | セガ                           | ダウンロード （バーチャルコンソール）                                                                                    | -                                                                              | メガドライブ版の仮想移植。2019年1月31日 配信・販売終了。        |
| 5   | SEGA AGES 2500シリーズ Vol.32 ファンタシースター コンプリートコレクション | 2008年3月27日                                    | PlayStation 2                                      | エムツー                         | セガ                           | CD-ROM | SLPM-62775                                                                     | メガドライブ版の移植。（『I』・『II』・『IV』他と合わせて収録） |
| 6   | ファンタシースターII                                                      | 2008年4月21日                                    | FOMA903i、703iシリーズ以降 （iアプリ）             | セガ                             | セガ                           | ダウンロード （★ぷよぷよ！セガ）                                                                                         | -                                                                              |                                                                 |
| 7   | ファンタシースターII                                                      | 2009年1月8日                                     | BREW3.1 、BREW4.0 （EZアプリ）                     | セガ                             | セガ                           | ダウンロード （★ぷよぷよ！セガ）                                                                                         | -                                                                              |                                                                 |
| 8   | ファンタシースターII 還らざる時の終わりに                                 | INT 2009年6月10日                                | Xbox 360                                           | セガ第7AM研究開発部              | セガ                           | ダウンロード (Xbox Live Arcade)                                                                                          | -                                                                              | メガドライブ版の移植                                            |
| 9   | ファンタシースターII 還らざる時の終わりに                                 | 2010年8月26日 2010年8月27日                      | iPhone、iPod touch (iOS)                           | セガ                             | セガ                           | ダウンロード | -                                                                              | メガドライブ版の移植                                            |
| 10  | Phantasy Star II                                                          | 2012年5月2日                                     | Windows                                            | セガ                             | セガ                           | ダウンロード (Steam) | 211203                                                                         |                                                                 |
| 11  | SEGA AGES 2500シリーズ Vol.32 ファンタシースター コンプリートコレクション | 2012年12月19日                                   | PlayStation 3 (PlayStation Network)                | エムツー                         | セガ                           | ダウンロード （PlayStation 2アーカイブス）                                                                               | NPJD-00028                                                                     | PS2版を仮想移植した版                                           |
| 12  | SEGA AGES 2500シリーズ Vol.17 ファンタシースター generation:2             | 2014年8月20日                                    | PlayStation 3 (PlayStation Network)                | セガ                             | セガ                           | ダウンロード （PlayStation 2アーカイブス）                                                                               | NPJD-00058                                                                     | PS2のリメイク版を仮想移植した版                                 |
| 13  | ファンタシースターII 還らざる時の終わりに                                 | INT 2017年6月22日                                | Android                                            | セガ                             | セガ                           | ダウンロード | -                                                                              | 2023年9月26日配信・販売終了                                     |
| 14  | Sega Genesis Classics                                                     | 2018年5月29日 Switch 2018年12月7日 2018年12月6日 | Linux macOS PlayStation 4 Xbox One Nintendo Switch | d3t セガ                         | セガ                           | ダウンロード (Steam、PlayStation Store、 Microsoft Store、 ニンテンドーeショップ) BD-ROM Nintendo Switch専用ゲームカード | PS4: CUSA-10828 CUSA-09771 XBO: INL-SE10663080 Switch: HAC-P-AQGKB HAC-P-AQGKA |                                                                 |
| 15  | ファンタシースターII 還らざる時の終わりに                                 | INT 2022年10月27日                               | メガドライブ ミニ2 SEGA Genesis Mini 2             | エムツー                         | セガ                           | プリインストール | HAA-2524 MK-16310                                                              |                                                                 |

携帯アプリ版
先述のとおり、携帯版はNTTドコモのiアプリ・auのEZアプリ・ソフトバンクモバイルのS!アプリに移植されている。その際に以下の変更が行われている。
- 平仮名とカタカナ表記だったテキストに漢字が追加され読みやすくなった。またカタカナに関しては半角カナで表記されている。
- 武器・防具・アイテム・テクニックが全てリスト化されている。またアイテムの効果・説明や武器および防具の装備可能な人物、テクニック取得可能なレベルなどが詳細に書かれている（ビジフォン除く）。
- レアアイテムのビジフォンを最初から所有している。なお、コマンドから選ぶことができるため、アイテム扱いにはなっていない。
- シュレーン工場跡などに見られた多重スクロールが廃止され、かつてユーザーを苦しめた、わかりにくい内部構造がわかりやすくなった。

## スタッフ
- ライター、ディレクター：CHIEMSHI（青木千恵子）
- アシスタント・ディレクター：PSYCHE（佐伯広人）
- アート・ディレクター：CHAOTICKAZ（柴田和幸）
- キャラクター・デザイン：YOSHIBON（吉田徹）
- メカニカル・デザイン：JUDYTOTOYA（山口恭史）
- デザイン：PHOENIX RIE（小玉理恵子）、CHOKO（川口貴子）、BIGISLAND（大島直人）、ICHIEMON、WAKASAMA、STRETELESS、YONESAN（米田仁士）、GEN（あだちげん）
- ミュージック・コンポーザー：BO（上保徳彦）
- サウンド・エフェクト：NAV（長井和彦）、TARNYA（鎌谷千佳子）
- アシスタント・プログラマー：TAPKARA SAT
- プログラマー：COM BLUE
- プロデューサー、プログラマー：MUUUU YUJI（中裕司）
- カバー・イラストレーション：米田仁士

## 評価
- ゲーム誌『ファミコン通信』の「クロスレビュー」では、7・7・8・6の合計28点（満40点）になっており[38][29]、レビュアーの意見としては、「2重スクロールはいいよね。ダンジョンの感じがよくでてる。（中略）ただ、マップが広すぎるんだよね」などと評されている[38]。

- ゲーム誌『メガドライブFAN』の読者投票による「ゲーム通信簿」での評価は以下の通り23.13点（満30点）となっている[1]。また、同雑誌1993年7月号特別付録の「メガドライブ&ゲームギア オールカタログ'93」では、戦闘シーンにおいてアニメーション処理が多用されている点や、各キャラクターの特殊能力の使用による特殊効果に関して「より派手なグラフィックが楽しめる」と肯定的に評価、またダンジョン内において2重スクロールが効果的に使用されていると指摘した上で「立体感を出している」と肯定的に評価した[1]。

| 項目 | キャラクタ | 音楽 | 操作性 | 熱中度 | お買得度 | オリジナリティ | 総合  |
| 得点 | 4.30       | 3.84 | 3.51   | 3.96   | 3.76     | 3.76           | 23.13 |

- ゲーム本『メガドライブ大全』（2004年、太田出版）では、宇宙空間を背景とした戦闘シーンに関して「銃を撃ち、剣を振り下ろし、ツメで引っかくというアクションたっぷりに描く戦闘シーン」と肯定的に評価、また手前に天井のパイプを表示して後ろに通路を配置、個別の速度でスクロールさせることで奥行きのある立体感を表現している事に関して「マジックそのものだった」と称賛した[37]。

## 関連作品

### ゲーム
ファンタシースターII テキストアドベンチャー
『ファンタシースターII テキストアドベンチャー』は、主人公ユーシスおよび仲間となる8人の、それぞれの過去のエピソードを描いたショートアドベンチャーゲームである。
ゲームは基本的にテキストベースで進められていき、ビジュアルは数枚の挿絵が表示されるだけである。また戦闘シーンではダメージ数を決めるのにダイスを振るなど、ゲームブックに近い作りとなっている。
元々はメガモデムを使用したゲーム図書館用のコンテンツとして配信され、ゲーム図書館サービス終了後はメガCD用ソフト『ゲームのかんづめ』（1994年）および、プレイステーション2用ソフト『セガエイジス2500シリーズ Vol.32 ファンタシースター コンプリートコレクション』（2008年）に収録された。
各エピソードの概要は、以下の通りである。
ユーシスの冒険
少年時代のユーシスのエピソード。過酷な試練を乗り越え精神的・肉体的に成長していくストーリー。
ネイの冒険
ネイがユーシスと出会う前のエピソード。自分の居場所を見つけるために孤独の旅を続けるストーリー。
ルドガーの冒険
軍人時代のルドガーのエピソード。妻子を殺したバイオモンスターを追いかけていくストーリー。
アンヌの冒険
研修を終えたばかりのアンヌが、バイオモンスターに襲われた負傷者を救出するストーリー。
ヒューイの冒険
ヒューイの母校で奇妙な生物が出現するという噂を、学園長の依頼でヒューイが調査するストーリー。
アーミアの冒険
アーミアがエージェントの指令で、モタビアンの窃盗団を追いかけていくストーリー。
カインズの冒険
IIの3年前のエピソード。故郷を飛び出したカインズが、たどり着いた街でしたたかに暮らすストーリー。
シルカの冒険
お嬢様シルカの裏の顔である泥棒のエピソード。シルカが名画「オパオパ」の奪取に挑むストーリー。